# ساختاربندی
نظریه ساختاربندی (به انگلیسی: Structuration theory) اثر آنتونی گیدنز جامعه‌شناس انگلیسی است. او باورمنداست: «پهنه اساسی بررسی علوم اجتماعی برابر با نظریه ساختاربندی، نه تجربه کنشگر فردی است و نه وجود هرگونه کلیت اجتماعی، بلکه این پهنه همان عملکردهای اجتماعی است که در راستای زمان و مکان سامان می‌گیرند». بر این مبنا گیدنز سه مفهوم خودآگاهی استدلالی، خودآگاهی کاربردی و ناخودآگاهی را از هم تفکیک می‌کند. از نظر گیدنز: «ساختارهای اجتماعی عبارتند از مجموعه کلی و دفعتاً ظاهر شونده‌ای از قواعد، نقش‌ها و روابط و معانی که افراد در درون آن‌ها به دنبال آینده به کمک اندیشه و عمل انسان‌ها سازماندهی، باز تولید و متحول می‌شوند». این انسان‌ها هستندکه در طی زمان ساختارها را خلق می‌کنند و مبتکر تحول در آن‌ها می‌گردند نه خود جامعه؛ ولی فعالیت‌ها و ابتکارات خلاقانه آن‌ها تابع محدودیت‌های اجتماعی است. در بعد هستی شناسی، ساخت یابی مشروعیت قطب بندی کنش و جامعه را قبول ندارد و بر آن است که کنش و جامعه را به عنوان شئون متداخل و تأثیرگذار برهم مفهوم پردازی کند.
گیدنز نظریه ساخت‌یابی خود را از بین دو موضع که سایر نظریه‌پردازان آنان را نقطه مقابل یکدیگر تلقی می‌کنند به وجود می‌آورد. یعنی از بین نظریه‌های مربوط به جمع از یک طرف و نظریه‌های مربوط به فرد از طرف دیگر. او در بین این دو نظریه زمینه مشترکی را می‌یابد تا بر اساس یک تصور ساده نظریه ساخت یابی خود را تدوین کند. هرچیزی در زندگی اجتماعی، از آنچه سیستم‌های جهانی در بر می‌گیرند تا آنچه وضعیت فکری یک فرد محسوب می‌شود در یک کردار اجتماعی به وجود می‌آید کردار به معنی اجرای ماهرانه رفتار و تعامل رفتار است. در نظریه ساخت یابی فرد و ساخت نظام اجتماعی در زمان و مکان به همدیگر ارتباط پیدا می‌کند و قلمرو مطالعات علوم اجتماعی بررسی اعمال اجتماعی است که در پهنه زمان و مکان نظم پیدا کرده‌اند.